# Línea 630 (La Matanza)
La línea 630 es una línea de colectivos. Opera dentro del partido de La Matanza, siendo prestado el servicio por la empresa La Vecinal de Matanza S.A.C.I de Microomnibus.

## Recorridos
- General Paz y Crovara - Km. 29 por Laferrere: Av. General Paz - Av. Crovara - Cristianía - Av. General Rojo (RP 21) - Est. Laferrere - hasta Av. J. M. de Rosas (RN 3) - Centro de Trasbordo.
- General Paz y Crovara - Km. 29 por San Alberto: Av. General Paz - Av. Crovara - Cristianía - Peribebuy - Rucci - Montañeses - Soldado Moreno - Balbastro - Centenario -Avenida Brigadier General Juan Manuel de Rosas (RN 3) Metrobus - Est. Isidro Casanova - hasta Centro de Trasbordo.
- General Paz y Crovara - Km. 29 por Víctor Martínez: Av. General Paz - Av. Crovara - Ant. Argentina - M. Coronado - Bedoya - Encina - Av. Carlos Casares - Voissin - Almte. Cordero - Víctor Martínez - Vernet - Encina - Ascasubi - Av. General Rojo (RP 21) - Est. Laferrere - hasta Av. J. M. de Rosas (RN 3) - Centro de Trasbordo.
- General Paz y Crovara - Km. 29 por Hospital Balestrini: Av. General Paz - Av. Crovara - Av. Msñor. Bufano (RP 4) - Hospital Balestrini - El Hornero - Av. General Rojo (RP 21) - Est. Laferrere - hasta Av. J. M. de Rosas (RN 3) - Centro de Trasbordo.[1]
- General Paz y Crovara - San Justo - Facultad: Av. General Paz - Av. Crovara - Sabia - Reconquista - Pueyrredón - L. de la Torre - Chiclana - Argentina - Alberti - Crucero Gral. Belgrano - José Miralla - Arieta - José Indart - Marcón - Av. Dr. Arturo Illia hasta Av. Pte. J. D. Perón.
- Hospital Paroissien - Hospital Balestrini: Hospital Paroissien - Avenida Brigadier General Juan Manuel de Rosas (RN 3) - Av . República de Portugal- Lima - Roma - Tokio - Danubio - Pekín - José Ignacio Rucci - Gaboto - Colonia - Av. Crovara - La Quila - El Hornero hasta Hospital Balestrini.